# FA Cup 2009-10
La FA Cup 2009-10 fue la 129.ª edición del torneo de fútbol más antiguo del mundo, la Copa de Inglaterra.
En esta participaron 762 clubes de Inglaterra.
Este torneo inició el 15 de agosto de 2009 y terminó en 15 de mayo de 2010 en el estadio de Wembley.
El campeón obtiene el derecho de jugar la Ronda de play-off de la UEFA Europa League 2010-11.

## Calendario
| Fase                         | Fecha de juego           | N.º de partidos | Clubes    | Nuevos participantes | Premio                                               | Jugador de la ronda              |
| ---------------------------- | ------------------------ | --------------- | --------- | -------------------- | ---------------------------------------------------- | -------------------------------- |
| Ronda extra preliminar       | 15 de agosto de 2009     | 203             | 762 a 559 | 406: 357.º-762.º     | 750 libras                                           | N/A                              |
| Ronda preliminar             | 29 de agosto de 2009     | 167             | 559 a 392 | 131: 226.º-356.º     | 1,500 libras                                         | N/A                              |
| Primera ronda clasificatoria | 12 de septiembre de 2009 | 116             | 392 a 276 | 65: 161.º-225.º      | 3000 libras                                          | Bobby Traynor (Kingstonian)      |
| Segunda ronda clasificatoria | 26 de septiembre de 2009 | 80              | 276 a 196 | 44: 117.º-160.º      | 4500 libras                                          | Mark Danks (Northwich Victoria)  |
| Tercera ronda clasificatoria | 10 de octubre de 2009    | 40              | 196 a 156 | Ninguno              | 7500 libras                                          | Adam Webster (Hinckley United)   |
| Cuarta ronda clasificatoria  | 24 de octubre de 2009    | 32              | 156 a 124 | 24: 93.º-116.º       | 12,500 libras                                        | Danny Kedwell (AFC Wimbledon)    |
| Primera ronda                | 7 de noviembre de 2009   | 40              | 124 a 84  | 48: 45.º-92.º        | 18,000 libras                                        | Richard Brodie (York City)       |
| Segunda ronda                | 28 de noviembre de 2009  | 20              | 84 a 64   | Ninguno              | 27,000 libras                                        | Leon Legge (Brentford)           |
| Treintaidosavos de final     | 2 de enero de 2010       | 32              | 64 a 32   | 44: 1.º-44.º         | 67 500 libras                                        | Jermaine Beckford (Leeds United) |
| Dieciseisavos de final       | 23 de enero de 2010      | 16              | 32 a 16   | Ninguno              | 90 000 libras                                        | Jermaine Beckford (Leeds United) |
| Octavos de final             | 13 de febrero de 2010    | 8               | 16 a 8    | Ninguno              | 180 000 libras                                       | Gareth Bale (Tottenham Hotspur)  |
| Cuartos de final             | 6 de marzo de 2010       | 4               | 8 a 4     | Ninguno              | 360,000 libras                                       | Frédéric Piquionne (Portsmouth)  |
| Semifinales                  | 10 y 11 de abril de 2010 | 2               | 4 a 2     | Ninguno              | Ganadores: 900,000 libras Perdedores: 450,000 libras | Didier Drogba (Chelsea)          |
| Final                        | 15 de mayo de 2010       | 1               | 2 a 1     | Ninguno              | Ganador: 1,800,000 libras Perdedor: 900,000          | Didier Drogba (Chelsea)          |

## Rondas clasificatorias
Artículo Principal: Rondas Clasificatorias de FA Cup 2009/10

## Primera fase
Los equipos de la Football League One y Football League Two entraron en esta ronda junto con los ganadores de la Cuarta Ronda Clasificatoria. El sorteo se realizó el 25 de octubre de 2009. Los partidos se jugaron el fin de semana del 7 de noviembre de 2009. Los necesarios replays se jugaron el 17 y el 18 de noviembre de 2009.
| N.º    | Local                  | Resultado | Visitante                | Asistencia |
| ------ | ---------------------- | --------- | ------------------------ | ---------- |
| 1      | Gillingham             | 3–0       | Southend United          | 4,605      |
| 2      | Grimsby Town           | 0–2       | Bath City                | 2,103      |
| 3      | Gateshead              | 2–2       | Brentford                | 1,150      |
| replay | Brentford              | 5–2       | Gateshead                | 1,960      |
| 4      | Chesterfield           | 1–3       | AFC Bournemouth          | 3,277      |
| 5      | AFC Telford United     | 1–3       | Lincoln City             | 2,809      |
| 6      | Stockport County       | 5–0       | Tooting & Mitcham United | 3,076      |
| 7      | Burton Albion          | 3–2       | Oxford City              | 2,207      |
| 8      | Barrow                 | 2–1       | Eastleigh                | 1,655      |
| 9      | Oldham Athletic        | 0–2       | Leeds United             | 5,552      |
| 10     | Cambridge United       | 4–0       | Ilkeston Town            | 2,395      |
| 11     | York City              | 3–2       | Crewe Alexandra          | 3,070      |
| 12     | Wycombe Wanderers      | 4–4       | Brighton & Hove Albion   | 2,749      |
| replay | Brighton & Hove Albion | 2–0       | Wycombe Wanderers        | 3,383      |
| 13     | Hereford United        | 2–0       | Sutton United            | 1,713      |
| 14     | Nuneaton Town          | 0–4       | Exeter City              | 2,452      |
| 15     | Bristol Rovers         | 2–3       | Southampton              | 6,646      |
| 16     | Carlisle United        | 2–2       | Morecambe                | 4,181      |
| replay | Morecambe              | 0–1       | Carlisle United          | 3,307      |
| 17     | Forest Green Rovers    | 1–1       | Mansfield Town           | 1,149      |
| replay | Mansfield Town         | 1–2       | Forest Green Rovers      | 2,496      |
| 18     | Oxford United          | 1–0       | Yeovil Town              | 6,144      |
| 19     | Paulton Rovers         | 0–7       | Norwich City             | 2,070      |
| 20     | Swindon Town           | 1–0       | Woking                   | 4,805      |

| N.º    | Local              | Resultado | Visitante            | Asistencia |
| ------ | ------------------ | --------- | -------------------- | ---------- |
| 21     | Port Vale          | 1–1       | Stevenage Borough    | 3,999      |
| replay | Stevenage Borough  | 0–1       | Port Vale            | 2,894      |
| 22     | Luton Town         | 3–3       | Rochdale             | 3,167      |
| replay | Rochdale           | 0–2       | Luton Town           | 1,982      |
| 23     | Bromley            | 0–4       | Colchester United    | 4,242      |
| 24     | Accrington Stanley | 2–1       | Salisbury City       | 1,379      |
| 25     | Millwall           | 4–1       | AFC Wimbledon        | 9,453      |
| 26     | Stourbridge        | 0–1       | Walsall              | 2,014      |
| 27     | Shrewsbury Town    | 0–1       | Staines Town         | 3,359      |
| 28     | Wealdstone         | 2–3       | Rotherham United     | 1,638      |
| 29     | Torquay United     | 3–1       | Cheltenham Town      | 2,370      |
| 30     | Barnet             | 3–1       | Darlington           | 1,654      |
| 31     | Notts County       | 2–1       | Bradford City        | 4,213      |
| 32     | Huddersfield Town  | 6–1       | Dagenham & Redbridge | 5,858      |
| 33     | Milton Keynes Dons | 1–0       | Macclesfield Town    | 4,868      |
| 34     | Rushden & Diamonds | 3–1       | Hinckley United      | 1,540      |
| 35     | Northwich Victoria | 1–0       | Charlton Athletic    | 2,153      |
| 36     | Aldershot Town     | 2–0       | Bury                 | 2,519      |
| 37     | Wrexham            | 1–0       | Lowestoft Town       | 2,402      |
| 38     | Hartlepool United  | 0–1       | Kettering Town       | 2,645      |
| 39     | Tranmere Rovers    | 1–1       | Leyton Orient        | 3,180      |
| replay | Leyton Orient      | 0–1       | Tranmere Rovers      | 1,518      |
| 40     | Northampton Town   | 2–1       | Fleetwood Town       | 3,077      |

## Segunda fase
El sorteo de la segunda fase tuvo lugar el 9 de noviembre de 2009 con los 40 ganadores de la primera fase. Los partidos se jugaron el 28 y el 29 de noviembre de 2009. Los necesarios replays se jugaron entre el 8 y el 9 de diciembre de 2009.
| N.º    | Local                  | Resultado | Visitante          | Asistencia |
| ------ | ---------------------- | --------- | ------------------ | ---------- |
| 1      | Northwich Victoria     | 1–3       | Lincoln City       | 3,544      |
| 2      | Northampton Town       | 2–3       | Southampton        | 4,858      |
| 3      | Hereford United        | 0–1       | Colchester United  | 2,225      |
| 4      | Tranmere Rovers        | 0–0       | Aldershot Town     | 3,742      |
| replay | Aldershot Town         | 1–2       | Tranmere Rovers    | 4,060      |
| 5      | Kettering Town         | 1–1       | Leeds United       | 4,837      |
| replay | Leeds United           | 5–1 (pr.) | Kettering Town     | 10,670     |
| 6      | Gillingham             | 1–0       | Burton Albion      | 4,996      |
| 7      | Wrexham                | 0–1       | Swindon Town       | 3,011      |
| 8      | Brighton & Hove Albion | 3–2       | Rushden & Diamonds | 3,638      |
| 9      | Rotherham United       | 2–2       | Luton Town         | 3,210      |
| replay | Luton Town             | 3–0       | Rotherham United   | 2,518      |
| 10     | Milton Keynes Dons     | 4–3       | Exeter City        | 4,867      |
| 11     | Brentford              | 1–0       | Walsall            | 2,611      |

| N.º    | Local              | Resultado | Visitante           | Asistencia |
| ------ | ------------------ | --------- | ------------------- | ---------- |
| 12     | Carlisle United    | 3–1       | Norwich City        | 3,946      |
| 13     | Accrington Stanley | 2–2       | Barnet              | 1,501      |
| replay | Barnet             | 0–1       | Accrington Stanley  | 1,288      |
| 14     | Oxford United      | 1–1       | Barrow              | 6,082      |
| replay | Barrow             | 3–1       | Oxford United       | 2,754      |
| 15     | AFC Bournemouth    | 1–2       | Notts County        | 6,082      |
| 16     | Stockport County   | 0–4       | Torquay United      | 1,690      |
| 17     | Cambridge United   | 1–2       | York City           | 3,505      |
| 18     | Bath City          | 1–2       | Forest Green Rovers | 3,325      |
| 19     | Port Vale          | 0–1       | Huddersfield Town   | 5,311      |
| 20     | Staines Town       | 1–1       | Millwall            | 2,753      |
| replay | Millwall           | 4–0       | Staines Town        | 3,452      |

## Tercera fase
El sorteo de la tercera faseRonda se efectuó el 29 de noviembre de 2009. Los equipos de la Premier League y la Football League Championship iniciaron en esta ronda junto con los ganadores de la segunda fase. Los partidos se jugaron entre el 2 y el 3 de enero de 2010, pero algunos fueron aplazados por tormentas de nieve. Los necesarios replays se jugaron el 12 y el 13 de enero de 2010.
| N.º    | Local               | Resultado | Visitante            | Asistencia |
| ------ | ------------------- | --------- | -------------------- | ---------- |
| 1      | Tottenham Hotspur   | 4–0       | Peterborough United  | 35,862     |
| 2      | Brentford           | 0–1       | Doncaster Rovers     | 2,883      |
| 3      | Middlesbrough       | 0–1       | Manchester City      | 12,474     |
| 4      | Stoke City          | 3–1       | York City            | 15,586     |
| 5      | Notts County        | 2–1       | Forest Green Rovers  | 4,389      |
| 6      | Huddersfield Town   | 0–2       | West Bromwich Albion | 13,472     |
| 7      | Sheffield United    | 1–1       | Queens Park Rangers  | 11,461     |
| replay | Queens Park Rangers | 2–3       | Sheffield United     | 5,780      |
| 8      | Milton Keynes Dons  | 1–2       | Burnley              | 11,816     |
| 9      | Chelsea             | 5–0       | Watford              | 40,912     |
| 10     | Nottingham Forest   | 0–0       | Birmingham City      | 20,975     |
| replay | Birmingham City     | 1–0       | Nottingham Forest    | 9,399      |
| 11     | Preston North End   | 7–0       | Colchester United    | 7,621      |
| 12     | West Ham United     | 1–2       | Arsenal              | 25,549     |
| 13     | Aston Villa         | 3–1       | Blackburn Rovers     | 25,453     |
| 14     | Portsmouth          | 1–1       | Coventry City        | 11,214     |
| replay | Coventry City       | 1–2 (pr.) | Portsmouth           | 7,097      |
| 15     | Sunderland          | 3–0       | Barrow               | 25,190     |
| 16     | Wigan Athletic      | 4–1       | Hull City            | 5,335      |
| 17     | Everton             | 3–1       | Carlisle United      | 31,196     |
| 18     | Sheffield Wednesday | 1–2       | Crystal Palace       | 8,690      |

| N.º    | Local              | Resultado | Visitante               | Asistencia |
| ------ | ------------------ | --------- | ----------------------- | ---------- |
| 19     | Tranmere Rovers    | 0–1       | Wolverhampton Wanderers | 7,476      |
| 20     | Blackpool          | 1–2       | Ipswich Town            | 7,332      |
| 21     | Fulham             | 1–0       | Swindon Town            | 19,623     |
| 22     | Torquay United     | 0–1       | Brighton & Hove Albion  | 4,028      |
| 23     | Scunthorpe United  | 1–0       | Barnsley                | 5,457      |
| 24     | Southampton        | 1–0       | Luton Town              | 18,786     |
| 25     | Bristol City       | 1–1       | Cardiff City            | 7,289      |
| replay | Cardiff City       | 1–0       | Bristol City            | 6,731      |
| 26     | Reading            | 1–1       | Liverpool               | 23,656     |
| replay | Liverpool          | 1–2 (pr.) | Reading                 | 31,063     |
| 27     | Millwall           | 1–1       | Derby County            | 10,531     |
| replay | Derby County       | 1–1 (5-3) | Millwall                | 7,183      |
| 28     | Plymouth Argyle    | 0–0       | Newcastle United        | 16,451     |
| replay | Newcastle United   | 3–0       | Plymouth Argyle         | 15,805     |
| 29     | Leicester City     | 2–1       | Swansea City            | 12,307     |
| 30     | Bolton Wanderers   | 4–0       | Lincoln City            | 11,193     |
| 31     | Accrington Stanley | 1–0       | Gillingham              | 1,322      |
| 32     | Manchester United  | 0–1       | Leeds United            | 74,526     |

## Cuarta fase
El sorteo de la cuarta fase tuvo lugar en el estadio de Wembley el 3 de enero de 2010. Los partidos se jugaron entre el 23 y el 24 de enero de 2010. Los necesarios replays se jugaron el 2 y el 3 de febrero de 2010.
| N.º    | Local                | Resultado | Visitante        | Asistencia |
| ------ | -------------------- | --------- | ---------------- | ---------- |
| 1      | Southampton          | 2–1       | Ipswich Town     | 20,446     |
| 2      | Reading              | 1–0       | Burnley          | 12,910     |
| 3      | Derby County         | 1–0       | Doncaster Rovers | 11,316     |
| 4      | Cardiff City         | 4–2       | Leicester City   | 10,961     |
| 5      | Stoke City           | 3–1       | Arsenal          | 19,735     |
| 6      | Notts County         | 2–2       | Wigan Athletic   | 9,073      |
| replay | Wigan Athletic       | 0–2       | Notts County     | 5,519      |
| 7      | Scunthorpe United    | 2–4       | Manchester City  | 8,861      |
| 8      | West Bromwich Albion | 4–2       | Newcastle United | 16,102     |
| 9      | Everton              | 1–2       | Birmingham City  | 30,875     |

| N.º    | Local                   | Resultado | Visitante               | Asistencia |
| ------ | ----------------------- | --------- | ----------------------- | ---------- |
| 10     | Accrington Stanley      | 1–3       | Fulham                  | 3,712      |
| 11     | Bolton Wanderers        | 2–0       | Sheffield United        | 14,572     |
| 12     | Portsmouth              | 2–1       | Sunderland              | 10,315     |
| 13     | Preston North End       | 0–2       | Chelsea                 | 23,119     |
| 14     | Aston Villa             | 3–2       | Brighton & Hove Albion  | 39,725     |
| 15     | Wolverhampton Wanderers | 2–2       | Crystal Palace          | 14,449     |
| replay | Crystal Palace          | 3–1       | Wolverhampton Wanderers | 10,282     |
| 16     | Tottenham Hotspur       | 2–2       | Leeds United            | 35,750     |
| replay | Leeds United            | 1–3       | Tottenham Hotspur       | 37,704     |

## Octavos de final
El sorteo de la quinta fase, conocida como octavos de final, tuvo lugar el domingo 24 de enero de 2010 en el estadio de Wembley. Los partidos se jugaron el 13 y el 14 de febrero de 2010. Los necesarios replays se jugaron el 24 de febrero de 2010.
| N.º    | Local             | Resultado  | Visitante         | Asistencia |
| ------ | ----------------- | ---------- | ----------------- | ---------- |
| 1      | Crystal Palace    | 2–2        | Aston Villa       | 20,486     |
| Replay | Aston Villa       | 3–1        | Crystal Palace    | 31,874     |
| 2      | Manchester City   | 1–1        | Stoke City        | 28,019     |
| Replay | Stoke City        | 3–1 (pró.) | Manchester City   | 21,813     |
| 3      | Derby County      | 1–2        | Birmingham City   | 21,043     |
| 4      | Bolton Wanderers  | 1–1        | Tottenham Hotspur | 13,596     |
| Replay | Tottenham Hotspur | 4–0        | Bolton Wanderers  | 31,436     |

| N.º    | Local                | Resultado  | Visitante            | Asistencia |
| ------ | -------------------- | ---------- | -------------------- | ---------- |
| 5      | Chelsea              | 4–1        | Cardiff City         | 40,827     |
| 6      | Fulham               | 4–0        | Notts County         | 16,132     |
| 7      | Reading              | 2–2        | West Bromwich Albion | 18,008     |
| replay | West Bromwich Albion | 2–3 (pró.) | Reading              | 13,985     |
| 8      | Southampton          | 1–4        | Portsmouth           | 31,385     |

## Cuartos de final
El sorteo de la sexta fase, conocida como cuartos de final, tuvo lugar el domingo 14 de febrero de 2010 en el estadio de Wembley. Los partidos se jugaron el 6 y el 7 de marzo de 2010. El necesario replay se jugó el 24 de marzo de 2010.
| \| N.º \| Local \| Resultado \| Visitante \| Asistencia \| \| ------ \| ----------------- \| --------- \| ----------------- \| ---------- \| \| 1 \| Chelsea \| 2–0 \| Stoke City \| 41,322 \| \| 2 \| Fulham \| 0–0 \| Tottenham Hotspur \| 24,533 \| \| Replay \| Tottenham Hotspur \| 3–1 \| Fulham \| 35,432 \| \| 3 \| Reading \| 2–4 \| Aston Villa \| 23,175 \| \| 4 \| Portsmouth \| 2–0 \| Birmingham City \| 20,456 \| |                   |           |                   |            |
| N.º | Local             | Resultado | Visitante         | Asistencia |
| 1 | Chelsea           | 2–0       | Stoke City        | 41,322     |
| 2 | Fulham            | 0–0       | Tottenham Hotspur | 24,533     |
| Replay | Tottenham Hotspur | 3–1       | Fulham            | 35,432     |
| 3 | Reading           | 2–4       | Aston Villa       | 23,175     |
| 4 | Portsmouth        | 2–0       | Birmingham City   | 20,456     |

## Semifinales
El sorteo de las semifinales tuvo lugar el domingo 7 de marzo de 2010 en el estadio de Wembley. A partir de esta instancia, los encuentros se disputaron en terreno neutral, además de haber prórroga en caso de empate tras los noventa minutos.
| 10 de abril de 2010 | Aston Villa | 0:3 (0:0) | Chelsea                                  | Estadio de Wembley, Londres                                          |                                                                      |
|                     |             | Reporte   | Drogba 68' · Malouda 89' · Lampard 90+5' | Asistencia: 81,869 espectadores Árbitro(s): Howard Webb (Inglaterra) | Asistencia: 81,869 espectadores Árbitro(s): Howard Webb (Inglaterra) |

| 11 de abril de 2010 | Tottenham Hotspur | 0:2 (0:0, 0:0) | Portsmouth                          | Estadio de Wembley, Londres                                         |                                                                     |
|                     |                   | Reporte        | Piquionne 99' · Boateng 117' (pen.) | Asistencia: 84,602 espectadores Árbitro(s): Alan Wiley (Inglaterra) | Asistencia: 84,602 espectadores Árbitro(s): Alan Wiley (Inglaterra) |

## Final
| 15 de mayo de 2010 | Chelsea       | 1:0 (0:0) | Portsmouth | Estadio de Wembley, Londres                                        |                                                                    |
|                    | D. Drogba 59' | Reporte   |            | Asistencia: 88.335 espectadores Árbitro(s): Chris Foy (Inglaterra) | Asistencia: 88.335 espectadores Árbitro(s): Chris Foy (Inglaterra) |

| 1     | POR   | Petr Čech          |     |
| 2     | DEF   | Branislav Ivanović |     |
| 33    | DEF   | Alex               |     |
| 26    | DEF   | John Terry         |     |
| 3     | DEF   | Ashley Cole        |     |
| 8     | MED   | Frank Lampard      |     |
| 13    | MED   | Michael Ballack    | 44' |
| 15    | MED   | Florent Malouda    |     |
| 21    | DEL   | Salomon Kalou      | 71' |
| 39    | DEL   | Nicolas Anelka     | 90' |
| 11    | DEL   | Didier Drogba      |     |
| D. T. | D. T. | Carlo Ancelotti    |     |

| 1     | POR   | David James          |     |
| 16    | DEF   | Steve Finnan         |     |
| 3     | DEF   | Ricardo Rocha        |     |
| 4     | DEF   | Aaron Mokoena        |     |
| 6     | DEF   | Hayden Mullins       | 81' |
| 24    | MED   | Aruna Dindane        |     |
| 11    | MED   | Michael Brown        |     |
| 8     | MED   | Papa Bouba Diop      | 81' |
| 23    | MED   | Kevin-Prince Boateng | 73' |
| 5     | DEL   | Jamie O'Hara         |     |
| 9     | DEL   | Frédéric Piquionne   |     |
| D. T. | D. T. | Avram Grant          |     |

| 35 | DEF | Juliano Belletti | 44' |
| 10 | MED | Joe Cole         | 71' |
| 23 | DEL | Daniel Sturridge | 90' |

| 17 | DEL | John Utaka    | 73' |
| 39 | DEF | Nadir Belhadj | 81' |
| 27 | DEL | Nwankwo Kanu  | 81' |

| 59' | Didier Drogba | 1 - 0 |

| 36 · 91 · 91 | Kevin-Prince Boateng Jamie O'Hara Ricardo Rocha |

| Principal  | Chris Foy           |
| Asistentes | John Flynn          |
|            | Shaun Procter-Green |
| Cuarto     | Andre Marriner      |

|  |                    |     |     |
|  | Tiros              | 24  | 2   |
|  | Tiros a puerta     | 10  | 1   |
|  | Faltas             | 16  | 14  |
|  | Saques de esquina  | 6   | 2   |
|  | Fueras de juego    | 1   | 2   |
|  | Posesión del balón | 56% | 44% |

| 1     | POR   | Petr Čech          |     |
| 2     | DEF   | Branislav Ivanović |     |
| 33    | DEF   | Alex               |     |
| 26    | DEF   | John Terry         |     |
| 3     | DEF   | Ashley Cole        |     |
| 8     | MED   | Frank Lampard      |     |
| 13    | MED   | Michael Ballack    | 44' |
| 15    | MED   | Florent Malouda    |     |
| 21    | DEL   | Salomon Kalou      | 71' |
| 39    | DEL   | Nicolas Anelka     | 90' |
| 11    | DEL   | Didier Drogba      |     |
| D. T. | D. T. | Carlo Ancelotti    |     |

| 1     | POR   | David James          |     |
| 16    | DEF   | Steve Finnan         |     |
| 3     | DEF   | Ricardo Rocha        |     |
| 4     | DEF   | Aaron Mokoena        |     |
| 6     | DEF   | Hayden Mullins       | 81' |
| 24    | MED   | Aruna Dindane        |     |
| 11    | MED   | Michael Brown        |     |
| 8     | MED   | Papa Bouba Diop      | 81' |
| 23    | MED   | Kevin-Prince Boateng | 73' |
| 5     | DEL   | Jamie O'Hara         |     |
| 9     | DEL   | Frédéric Piquionne   |     |
| D. T. | D. T. | Avram Grant          |     |

| 35 | DEF | Juliano Belletti | 44' |
| 10 | MED | Joe Cole         | 71' |
| 23 | DEL | Daniel Sturridge | 90' |

| 17 | DEL | John Utaka    | 73' |
| 39 | DEF | Nadir Belhadj | 81' |
| 27 | DEL | Nwankwo Kanu  | 81' |

| 59' | Didier Drogba | 1 - 0 |

| 36 · 91 · 91 | Kevin-Prince Boateng Jamie O'Hara Ricardo Rocha |

| Principal  | Chris Foy           |
| Asistentes | John Flynn          |
|            | Shaun Procter-Green |
| Cuarto     | Andre Marriner      |

|  |                    |     |     |
|  | Tiros              | 24  | 2   |
|  | Tiros a puerta     | 10  | 1   |
|  | Faltas             | 16  | 14  |
|  | Saques de esquina  | 6   | 2   |
|  | Fueras de juego    | 1   | 2   |
|  | Posesión del balón | 56% | 44% |

| 1     | POR   | Petr Čech          |     |
| 2     | DEF   | Branislav Ivanović |     |
| 33    | DEF   | Alex               |     |
| 26    | DEF   | John Terry         |     |
| 3     | DEF   | Ashley Cole        |     |
| 8     | MED   | Frank Lampard      |     |
| 13    | MED   | Michael Ballack    | 44' |
| 15    | MED   | Florent Malouda    |     |
| 21    | DEL   | Salomon Kalou      | 71' |
| 39    | DEL   | Nicolas Anelka     | 90' |
| 11    | DEL   | Didier Drogba      |     |
| D. T. | D. T. | Carlo Ancelotti    |     |

| 1     | POR   | David James          |     |
| 16    | DEF   | Steve Finnan         |     |
| 3     | DEF   | Ricardo Rocha        |     |
| 4     | DEF   | Aaron Mokoena        |     |
| 6     | DEF   | Hayden Mullins       | 81' |
| 24    | MED   | Aruna Dindane        |     |
| 11    | MED   | Michael Brown        |     |
| 8     | MED   | Papa Bouba Diop      | 81' |
| 23    | MED   | Kevin-Prince Boateng | 73' |
| 5     | DEL   | Jamie O'Hara         |     |
| 9     | DEL   | Frédéric Piquionne   |     |
| D. T. | D. T. | Avram Grant          |     |

| 35 | DEF | Juliano Belletti | 44' |
| 10 | MED | Joe Cole         | 71' |
| 23 | DEL | Daniel Sturridge | 90' |

| 17 | DEL | John Utaka    | 73' |
| 39 | DEF | Nadir Belhadj | 81' |
| 27 | DEL | Nwankwo Kanu  | 81' |

| 59' | Didier Drogba | 1 - 0 |

| 36 · 91 · 91 | Kevin-Prince Boateng Jamie O'Hara Ricardo Rocha |

| Principal  | Chris Foy           |
| Asistentes | John Flynn          |
|            | Shaun Procter-Green |
| Cuarto     | Andre Marriner      |

|  |                    |     |     |
|  | Tiros              | 24  | 2   |
|  | Tiros a puerta     | 10  | 1   |
|  | Faltas             | 16  | 14  |
|  | Saques de esquina  | 6   | 2   |
|  | Fueras de juego    | 1   | 2   |
|  | Posesión del balón | 56% | 44% |

| 1     | POR   | Petr Čech          |     |
| 2     | DEF   | Branislav Ivanović |     |
| 33    | DEF   | Alex               |     |
| 26    | DEF   | John Terry         |     |
| 3     | DEF   | Ashley Cole        |     |
| 8     | MED   | Frank Lampard      |     |
| 13    | MED   | Michael Ballack    | 44' |
| 15    | MED   | Florent Malouda    |     |
| 21    | DEL   | Salomon Kalou      | 71' |
| 39    | DEL   | Nicolas Anelka     | 90' |
| 11    | DEL   | Didier Drogba      |     |
| D. T. | D. T. | Carlo Ancelotti    |     |

| 1     | POR   | David James          |     |
| 16    | DEF   | Steve Finnan         |     |
| 3     | DEF   | Ricardo Rocha        |     |
| 4     | DEF   | Aaron Mokoena        |     |
| 6     | DEF   | Hayden Mullins       | 81' |
| 24    | MED   | Aruna Dindane        |     |
| 11    | MED   | Michael Brown        |     |
| 8     | MED   | Papa Bouba Diop      | 81' |
| 23    | MED   | Kevin-Prince Boateng | 73' |
| 5     | DEL   | Jamie O'Hara         |     |
| 9     | DEL   | Frédéric Piquionne   |     |
| D. T. | D. T. | Avram Grant          |     |

| 35 | DEF | Juliano Belletti | 44' |
| 10 | MED | Joe Cole         | 71' |
| 23 | DEL | Daniel Sturridge | 90' |

| 17 | DEL | John Utaka    | 73' |
| 39 | DEF | Nadir Belhadj | 81' |
| 27 | DEL | Nwankwo Kanu  | 81' |

| 59' | Didier Drogba | 1 - 0 |

| 36 · 91 · 91 | Kevin-Prince Boateng Jamie O'Hara Ricardo Rocha |

| Principal  | Chris Foy           |
| Asistentes | John Flynn          |
|            | Shaun Procter-Green |
| Cuarto     | Andre Marriner      |

|  |                    |     |     |
|  | Tiros              | 24  | 2   |
|  | Tiros a puerta     | 10  | 1   |
|  | Faltas             | 16  | 14  |
|  | Saques de esquina  | 6   | 2   |
|  | Fueras de juego    | 1   | 2   |
|  | Posesión del balón | 56% | 44% |

|           |
| England   |
| Campeón   |
| Chelsea   |
| 6º título |